# Spectators Trilogie
Spectators Trilogie (englisch für ‚Zuschauer-Trilogie‘) ist das einzige Boxset des deutschen Synthie-Pop-Duos Wolfsheim.

## Entstehung und Artwork
Mit Ausnahme einer Coverversion wurden alle Lieder der Box zusammen von den beiden Wolfsheim-Mitgliedern Peter Heppner und Markus Reinhardt geschrieben. In Zusammenarbeit mit José Alvarez-Brill produzierten sie auch das Album. Gemastert wurde das Album im Master & Servant in Hamburg, unter der Leitung von Tom Meyer. Das Boxset wurde unter dem Musiklabel Strange Ways Records veröffentlicht und durch Indigo vertrieben. Aufgenommen wurde das Album im The Factory Tonstudio in Belgien.
Auf dem Cover des Boxsets sind – neben Künstlernamen und Albumtitel – drei Bilder abgebildet. Auf dem ersten Bild ist ein Einschlagkrater auf dem Mond, auf dem zweiten die Erde und dem dritten ein leuchtender Stern zu sehen. Ein ähnliches Coverprinzip mit ähnlichem Artwork-Thema findet sich auf den Singles Künstliche Welten und Once in a Lifetime und dem Album Spectators wieder. Das Artwork stammt von den Graphischen Werken Ottensen.

## Veröffentlichung und Promotion
Die Erstveröffentlichung der Spectators Trilogie erfolgte am 29. Oktober 2001 in Deutschland. Die Kompilation besteht aus 19 Liedern und beinhaltet die beiden Maxi-Singles Künstliche Welten und Once in a Lifetime sowie das Studioalbum Spectators. Eine Singleauskopplung aus der Box erfolgte nicht.

## Hintergrund
Bei der Spectators Trilogie handelt es sich um eine Zusammenstellung des letzten Studioalbums Spectators. Sie enthält das Studioalbum Spectators und die Maxi-Singles Once in a Lifetime und Künstliche Welten. Die Maxi-Single It’s Hurting for the First Time ist nicht enthalten, weil die Single nur aufgrund der Verwendung des Soundtracks zu Detlev Bucks Kinofilm Liebe deine Nächste! veröffentlicht wurde. Die Single Sleep Somehow (Extended Mix) ist ebenfalls nicht enthalten, weil es sich hierbei um eine limitierte Sonderveröffentlichung auf Vinylplatte handelte.

## Inhalt

### Once in a Lifetime
Die Erstveröffentlichung der Maxi-Single von Once in a Lifetime erfolgte am 16. Oktober 1998 in Deutschland, Österreich und der Schweiz. Die Maxi-Single beinhaltet neben der Radioversion eine Extended Version von Once in a Lifetime, sowie die Lieder Heroin, She Said und Love Is Strange, als B-Seite. Bei Love Is Strange handelt es sich um eine Coverversion des bereits 1956 veröffentlichten Originals von Mickey & Sylvia.
| #   | Titel                         | Autor(en)                       | Produzent(en)                                       | Länge |
| --- | ----------------------------- | ------------------------------- | --------------------------------------------------- | ----- |
| 1.1 | Once in a Lifetime            | Peter Heppner, Markus Reinhardt | José Alvarez-Brill, Peter Heppner, Markus Reinhardt | 3:42  |
| 1.2 | Heroin, She Said              | Peter Heppner, Markus Reinhardt | José Alvarez-Brill, Peter Heppner, Markus Reinhardt | 3:49  |
| 1.3 | Love Is Strange               | Mickey Baker, Ethel Smyth       | José Alvarez-Brill, Peter Heppner, Markus Reinhardt | 3:48  |
| 1.4 | Once in a Lifetime (Extended) | Peter Heppner, Markus Reinhardt | José Alvarez-Brill, Peter Heppner, Markus Reinhardt | 6:02  |

### Spectators
Die Erstveröffentlichung des Albums Spectators erfolgte am 29. Januar 1999 in Deutschland. Das Album bestand aus elf neu eingespielten Titeln. Neun der elf Liedtexte sind in englischer Sprache, ein Liedtext ist in deutscher Sprache verfasst. Musikalisch bewegen sich die Lieder im Bereich des Dark Waves und Synthie-Pops. Bei E handelt es sich um ein reines Instrumentalstück. Bei dem Lied Blind wurden Wolfsheim von ihrem Produzenten José Alvarez-Brill als Gitarrist unterstützt.
| #    | Titel                            | Autor(en)                       | Produzent(en)                                       | Länge |
| ---- | -------------------------------- | ------------------------------- | --------------------------------------------------- | ----- |
| 2.1  | It’s Hurting for the First Time  | Peter Heppner, Markus Reinhardt | José Alvarez-Brill, Peter Heppner, Markus Reinhardt | 3:08  |
| 2.2  | Künstliche Welten                | Peter Heppner, Markus Reinhardt | José Alvarez-Brill, Peter Heppner, Markus Reinhardt | 3:26  |
| 2.3  | Touch                            | Peter Heppner, Markus Reinhardt | José Alvarez-Brill, Peter Heppner, Markus Reinhardt | 4:10  |
| 2.4  | Blind (feat. José Alvarez-Brill) | Peter Heppner, Markus Reinhardt | José Alvarez-Brill, Peter Heppner, Markus Reinhardt | 3:38  |
| 2.5  | Once in a Lifetime               | Peter Heppner, Markus Reinhardt | José Alvarez-Brill, Peter Heppner, Markus Reinhardt | 3:41  |
| 2.6  | Sleep Somehow                    | Peter Heppner, Markus Reinhardt | José Alvarez-Brill, Peter Heppner, Markus Reinhardt | 3:13  |
| 2.7  | For You                          | Peter Heppner, Markus Reinhardt | José Alvarez-Brill, Peter Heppner, Markus Reinhardt | 3:19  |
| 2.8  | Read the Lines                   | Peter Heppner, Markus Reinhardt | José Alvarez-Brill, Peter Heppner, Markus Reinhardt | 4:36  |
| 2.9  | I Don’t Love You Anymore         | Peter Heppner, Markus Reinhardt | José Alvarez-Brill, Peter Heppner, Markus Reinhardt | 4:23  |
| 2.10 | Heroin, She Said                 | Peter Heppner, Markus Reinhardt | José Alvarez-Brill, Peter Heppner, Markus Reinhardt | 5:01  |
| 2.11 | E                                | Peter Heppner, Markus Reinhardt | José Alvarez-Brill, Peter Heppner, Markus Reinhardt | 3:26  |

### Künstliche Welten
Die Erstveröffentlichung der Maxi-Single von Künstliche Welten erfolge am 26. März 1999 in Deutschland, Österreich und der Schweiz. Die Maxi-Single beinhaltet neben der Radioversion eine Remixversion und eine von den Prager Philharmoniker eingespielte Version von Once in a Lifetime, sowie das Lied F, als B-Seite. Die Remixversion entstammt der Zusammenarbeit von José Alvarez-Brill und Hubertus Pohlmann. Die Aufnahme der Prager Philharmoniker erfolgte unter der Leitung des Dirigenten Mario Klemens. Das Lied F ist bis heute auf keinem Wolfsheim-Album zu finden.
| #   | Titel                          | Autor(en)                       | Produzent(en)                                       | Länge |
| --- | ------------------------------ | ------------------------------- | --------------------------------------------------- | ----- |
| 3.1 | Künstliche Welten (Video Edit) | Peter Heppner, Markus Reinhardt | José Alvarez-Brill, Peter Heppner, Markus Reinhardt | 3:42  |
| 3.2 | Künstliche Welten (Praha-Edit) | Peter Heppner, Markus Reinhardt | José Alvarez-Brill, Peter Heppner, Markus Reinhardt | 3:49  |
| 3.3 | Künstliche Welten (Club-Edit)  | Peter Heppner, Markus Reinhardt | José Alvarez-Brill, Peter Heppner, Markus Reinhardt | 3:48  |
| 3.4 | F                              | Peter Heppner, Markus Reinhardt | José Alvarez-Brill, Peter Heppner, Markus Reinhardt | 6:02  |

## Mitwirkende
- José Alvarez-Brill – Gitarre (Lied 2.4.), Musikproduzent, Remix (Lied 3.3.)
- Mickey Baker – Komponist (Lied 1.3.), Liedtexter (Lied 1.3.)
- Peter Heppner – Gesang, Komponist (Lieder: 1.1.–1.2., 1.4.–3.4.), Liedtexter (Lieder: 1.1.–1.2., 1.4.–3.4.), Musikproduzent
- Tom Meyer – Mastering
- Prager Philharmoniker – Sinfonieorchester (Lied 3.2.)
- Hubertus Pohlmann – Remix (Lied 3.3.)
- Markus Reinhardt – Keyboard, Komponist (Lieder: 1.1.–1.2., 1.4.–3.4.), Liedtexter (Lieder: 1.1.–1.2., 1.4.–3.4.), Musikproduzent
- Ethel Smyth – Komponist (Lied 1.3.), Liedtexter (Lied 1.3.)

- Graphische Werke Ottensen – Artwork (Cover)
- Indigo – Vertrieb
- Master & Servant – Mastering
- Metropolis Records – Musiklabel
- Strange Ways Records – Musiklabel
- The Factory – Tonstudio